# Toma de Agua, Michoacán de Ocampo
Toma de Agua är en ort i Mexiko.   Den ligger i kommunen Zitácuaro och delstaten Michoacán de Ocampo, i den södra delen av landet, 120 km väster om huvudstaden Mexico City. Toma de Agua ligger 2 337 meter över havet och antalet invånare är 795.
Terrängen runt Toma de Agua är bergig. Runt Toma de Agua är det ganska tätbefolkat, med 90 invånare per kvadratkilometer. Närmaste större samhälle är Heróica Zitácuaro, 7,0 km väster om Toma de Agua. I omgivningarna runt Toma de Agua växer i huvudsak blandskog.